# Cystodermella myriadocystis
Cystodermella myriadocystis är en svampart som först beskrevs av Heinem. & Thoen, och fick sitt nu gällande namn av Harmaja 2002. Cystodermella myriadocystis ingår i släktet Cystodermella och familjen Agaricaceae.   Inga underarter finns listade i Catalogue of Life.